# 羞羞的铁拳
《羞羞的铁拳》是一部2017年中國喜劇动作电影，由宋阳、张迟昱（张吃鱼）執導，艾伦、马丽、沈腾、田雨等主演。由开心麻花影业、新丽电影和猫眼影业联合出品。該片於2017年9月30日在中國大陆上映。该片由2015年度的开心麻花贺岁话剧改编而来。原话剧讲述了一个搏击选手和一个体育记者，因为一场意外的电击灵魂互换的故事。原本推出于2015年的话剧在2017年由开心麻花影业等联合出品，在宋阳和张迟昱（张吃鱼）的联合编剧和執導下改编拍摄成了电影，是开心麻花影业出品的第三部影片。
这部影片投资较少，但是票房却火爆，已经锁定年度大陆电影市场的票房前三甲，使得开心麻花影业赚得盆满钵满（详情请见本页的“票房”章节）。

## 剧情梗概
男主角艾迪生（艾伦 饰）本是一个想要成为拳王的男人，但是不幸的他在三年前一场比赛中被吴良（薛皓文 饰）打断了手臂。为了生存，他只好放弃了作为一名拳手的自尊，和黑道东哥勾结打假拳。正义感十足的体育记者马小（马丽 饰）是东哥的女儿，专门揭发假拳、专门和艾迪生作对。她与艾迪生是一对冤家，却没想到因为一场意外的电击，男女身体互换。性别错乱这个离奇的事件引发了一系列令人啼笑皆非的闹剧，在这期间，艾迪生和马小两人互坑互害，在坑害的路上顺手引发了拳坛的“大地震”。这场“大地震”揭开了假拳界的一系列不足为外人道的秘密，也惹来了一大堆麻烦。最终两人在“卷莲门”副掌门张茱萸（沈腾 饰）的指点下，向恶势力挥起了羞羞的铁拳。

## 演员表

### 主要角色
主要角色列表如下：
| 演员 | 角色   | 介绍           | 备注 |
| ---- | ------ | -------------- | --- |
| 艾伦 | 艾迪生 | 拳击手         | 一场比赛中被打断胳膊，输给对手吴良，职业生涯陷入低谷，靠打假拳混日子，天天挨揍，换身后，艾迪生内心是马小，铁血真汉子，能打拳也能耍贱，男友力爆棚。   |
| 马丽 | 马小   | 体育记者       | 正义感十足，曝光过拳手艾迪生打假拳，使得艾迪生被禁赛三年，换身后，马小内心是艾迪生，享受做女人，比女人还女人，摸着良心发誓时不小心三番五次摸到自己。 |
| 沈腾 | 张茱萸 | “卷莲门”副掌门 | 一副武林高人的装扮，衣服上一个大大的卷字。 |
| 田雨 | 马东   | 马小的父亲     | 张茱萸的同门师兄，与艾迪生一同经营着假拳事业。 |

### 其他角色[9]
| 演员                          | 角色       | 介绍           | 备注 |
| ----------------------------- | ---------- | -------------- | ---- |
| 薛皓文                        | 吴良       | 马小的未婚夫   |      |
| 林威                          | 吴德       | 吴良的父亲     |      |
| 宋阳 （页面存档备份，存于）   | 副主任     | 马小的上司     |      |
| 贾金金 （页面存档备份，存于） | 女解说员   |                |      |
| 高海宝 （页面存档备份，存于） | 男解说员   |                |      |
| 王成思 （页面存档备份，存于） | 秀念       | 卷帘门弟子     |      |
| 许猛                          | 马户       | 卷帘门弟子     |      |
| 李海银 （页面存档备份，存于） | 大胡子门徒 | 卷帘门弟子     |      |
| 于瀚钧                        | 谢顶门徒   | 卷帘门弟子     |      |
| 高志恒                        | 吴良小弟   |                |      |
| Fard hamid reza               | 肯         | 拳手           |      |
| 尹正                          | 渔夫       |                | 客串 |
| 王智                          | 渔妇       |                | 客串 |
| 常远                          | 孟特娇     | 拳手           | 客串 |
| 魏玮 （页面存档备份，存于）   | 小泰迪     | 拳手           | 客串 |
| 黄才伦 （页面存档备份，存于） | 小黄瓜     | 小泰迪的经纪人 | 客串 |

## 出品与宣传发行
该电影是开心麻花影业公司的第三部电影。该公司首部电影《夏洛特烦恼》于两年前的9月30日（2015年9月30日）上映，票房最终破14亿人民币，成当年国庆档最大黑马。
第二部电影《驴得水》于2016年10月28日上映，票房约 1.7 亿人民币。2017年9月，开心麻花第三部电影《羞羞的铁拳》开启了“天南地北笑在一起”全国路演活动。该片依旧延续前作爆笑中带温情的故事风格，陆续于各大城市频频圈粉。

## 票房
2017年10月3日，《羞羞的铁拳》上映3天，单日继续破亿，蝉联3天单日票房冠军，上座率稳稳的保持在第一，票房累计达4.75亿。2017年10月5日，《羞羞的铁拳》上映6天，突破10亿票房。2017年10月15日，《羞羞的铁拳》刷新了中国2D电影票房新高，已打破18亿大关，稳居2017国庆档票房冠军。截止2017年10月18日上映第19天，电影票房達18.95億人民幣，排内地影史第7名。截止2017年10月21日，票房已经突破20亿，锁定2017年大陆电影市场的票房前三甲。
| 上一届： 《猩球崛起3：终极之战》 | 2017年中国内地一周票房冠军 第40-42周 | 下一届： 《王牌特工2：黄金圈》 |

## 外部連結
- 官方网站
- 互联网电影数据库（IMDb）上《羞羞的铁拳》的资料（英文）
- 爛番茄上《羞羞的铁拳》的資料（英文）
- AllMovie上《羞羞的铁拳》的资料（英文）
- 開眼電影網上《羞羞的铁拳》的資料（繁體中文）
- 时光网上《羞羞的铁拳》的資料（简体中文）
- 豆瓣电影上《羞羞的铁拳》的資料 （简体中文）